# Sarla Thakral

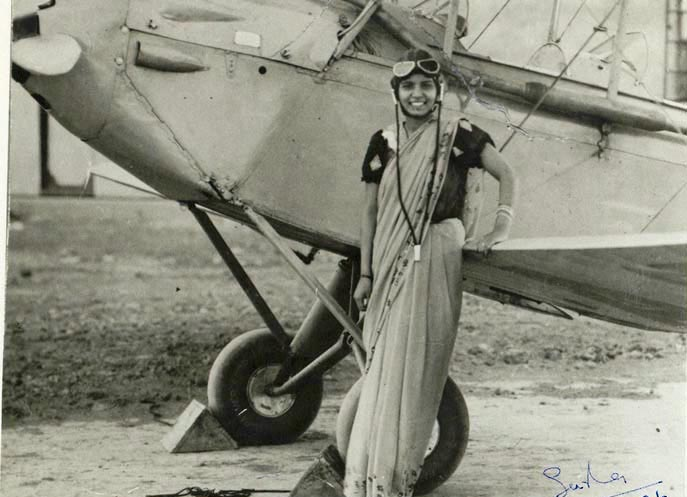
Sarla Thakral vor einer De Havilland DH.60 Moth, um 1930

Sarla Thakral, verwitwete Sarla Sharma, auch Mati (* 8. August 1914 in Delhi; † 15. März 2008 ebenda), war eine indische Pilotin und Künstlerin. Sie war die erste Luftpostpilotin Indiens, später designte sie Modeschmuck und Saris.

## Leben und Ausbildung
Über die frühen Lebensjahre von Sarla Thakral ist wenig bekannt. Sie wurde 1914 geboren, als Indien noch eine britische Kolonie war. Im Alter von 16 Jahren heiratete sie P.D. Sharma. Mit ihrem Mann zog sie nach Lahore zu seiner Familie. Die Familie ihres Mannes war eine Pilotenfamilie; es gab in der Familie neun Piloten, und P.D. Sharma war der erste Luftpostpilot Indiens. Ihr Mann ermunterte sie, auch Pilotin zu werden, da ihm jedoch die Zeit für den Unterricht fehlte, schrieb ihr Schwiegervater Sarla in die örtliche Flugschule ein. Sie zeigte eine große Begabung für die Fliegerei, und nach nur acht Stunden und zehn Minuten Training wurde ihr zugetraut, alleine zu fliegen. In einen Sari gekleidet, stieg sie in das Flugzeug, flog es auf die gewünschte Höhe und landete es. Sie erwarb als erste Inderin nach einer intensiven Ausbildung einen Luftpostpilotenschein und flog die Strecke zwischen Karachi und Lahore. Sarla Thakral wurde als schneidig, mutig und äußerst ehrgeizig beschrieben. Nach mehr als 1000 Flugstunden erhielt sie als erste Inderin die A-Lizenz, im Alter von 21 Jahren, und zwar als Mutter eines Kindes.

## Berufspilotin, Künstlerin und Unternehmerin
Ihr Mann Captain Sharma kam bei einem Flugzeugabsturz 1939 ums Leben, und Sarla Sharma wurde im Alter von 25 Jahren Witwe. Sie setzte ihre Ausbildung fort, reiste nach Jodhpur und wollte den Berufspilotenschein erwerben, in der Hoffnung auf eine Karriere in der Luftfahrt. Der Ausbruch des Zweiten Weltkriegs führte jedoch zur Einstellung der zivilen Luftfahrt, und Sarla Sharma kehrte nach Lahore zurück. Sie schrieb sich an der Mayo School of Art, dem heutigen National College of Arts, ein. Dort wurde sie in der bengalischen Malschule ausgebildet und erwarb ein Diplom als Bildende Künstlerin. Sie entwarf und fertigte Modeschmuck, der sich großer Beliebtheit erfreute, und beschäftigte sich mit der Dekoration von Saris.
Nach der Unabhängigkeit Indiens und der Teilung des Gebietes lebte Sarla Sharma zunächst noch in Lahore, das nun zu Pakistan gehörte. Da sie eine Hindu war, riet ihr eine Nachbarin, die um ihre Sicherheit besorgt war, mit ihren Töchtern die Stadt zu verlassen und nach Indien zu gehen. Sarla Sharma nahm den Rat an und zog mit ihren zwei Töchtern zurück nach Delhi, in ihre Geburtsstadt. Sie lernte R.P. Thakral kennen und heiratete ihn. In Delhi nahm sie ihre Arbeit wieder auf. Bekannt wurde sie auch unter dem Namen Mati. Ihre Schmuckstücke und Saris waren sehr gefragt. Zu ihren Kundinnen gehörte Vijaya Lakshmi Pandit. Sie entwarf für die National School of Drama und malte.
Sarla Thakral starb am 15. März 2008 im Alter von 93 Jahren.